# Find Your Way
Find Your Way è l'album d'esordio della cantante inglese Gabrielle, uscito nel 1993. Dall'album è stato estratto il popolare singolo "Dreams", numero uno in diversi paesi del mondo.

## Tracce
1. Going Nowhere
2. Who Could Love You More
3. Find Your Way
4. I Wanna Know
5. Dreams
6. I Wish
7. We Don't Talk
8. Second Chance
9. Say What You Gotta Say
10. Because of You
11. Get Inside Your Head

## Classifiche
| Classifica (1993) | Posizione più alta |
| ----------------- | ------------------ |
| Germania          | 72                 |
| Paesi Bassi       | 87                 |
| Regno Unito       | 9                  |
| Svizzera          | 56                 |